# 中谷站
中谷站（：／ Junggok yeok */?）是首爾地鐵7號線沿線的一座地下車站，位於韓國首爾特別市廣津區中谷3洞。

## 車站構造
站體為2面2線側式月台的地下車站，候車月台設有月台幕門，並有3處出口。

### 月台配置
| 龍馬山 ↑ |
| \| 上    |
| ↓ 君子   |

| 月台 | 路線           | 目的地                                       |
| ---- | -------------- | -------------------------------------------- |
| 上行 | ●首爾地鐵7號線 | 上鳳、泰陵、道峰山、長岩方向                 |
| 下行 | ●首爾地鐵7號線 | 君子、梨水、加山數碼園區、富平區廳、石南方向 |

## 歷史
- 1996年10月11日：落成啟用。

## 車站周邊
- 飯捲天國（朝鲜语：김밥천국）中谷站店
- 31冰淇淋中谷站店
- 中谷第一市場
- 國立精神健康中心（朝鲜语：국립정신건강센터）
- 大元外語高校
- 大元高校
- 龍谷中學
- 首爾中馬初等學校

## 圖片

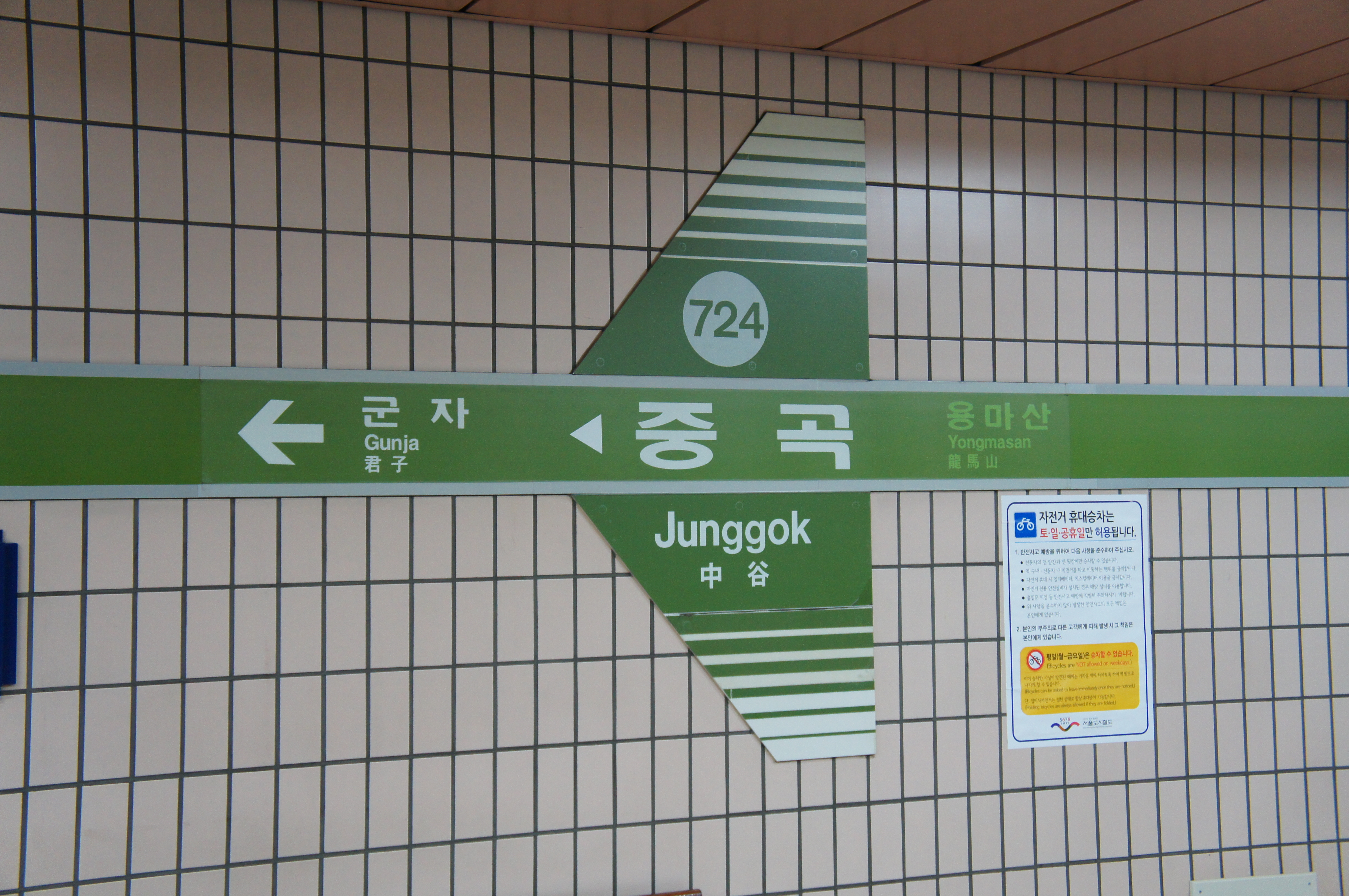
站名牌
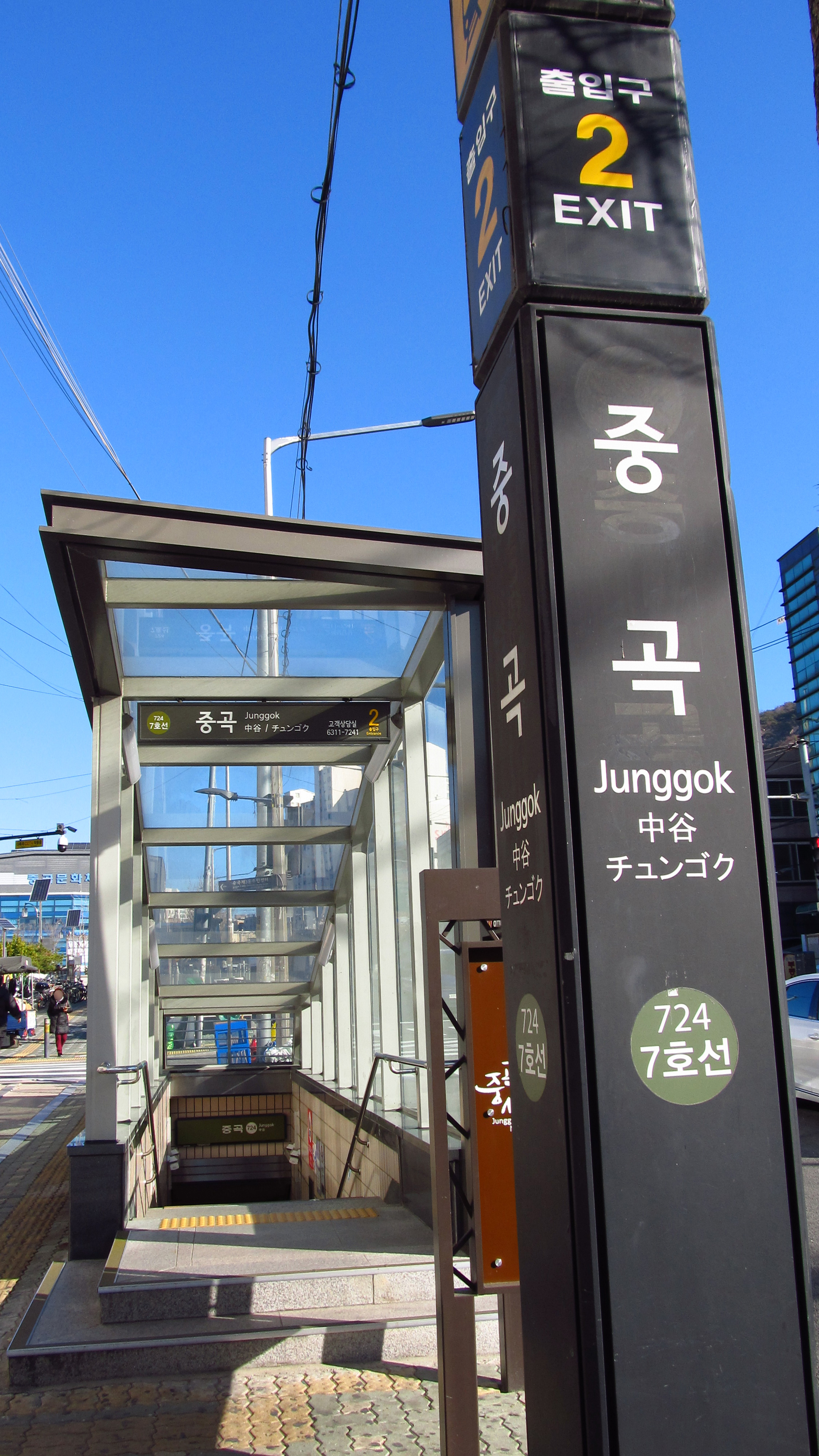
2號出口
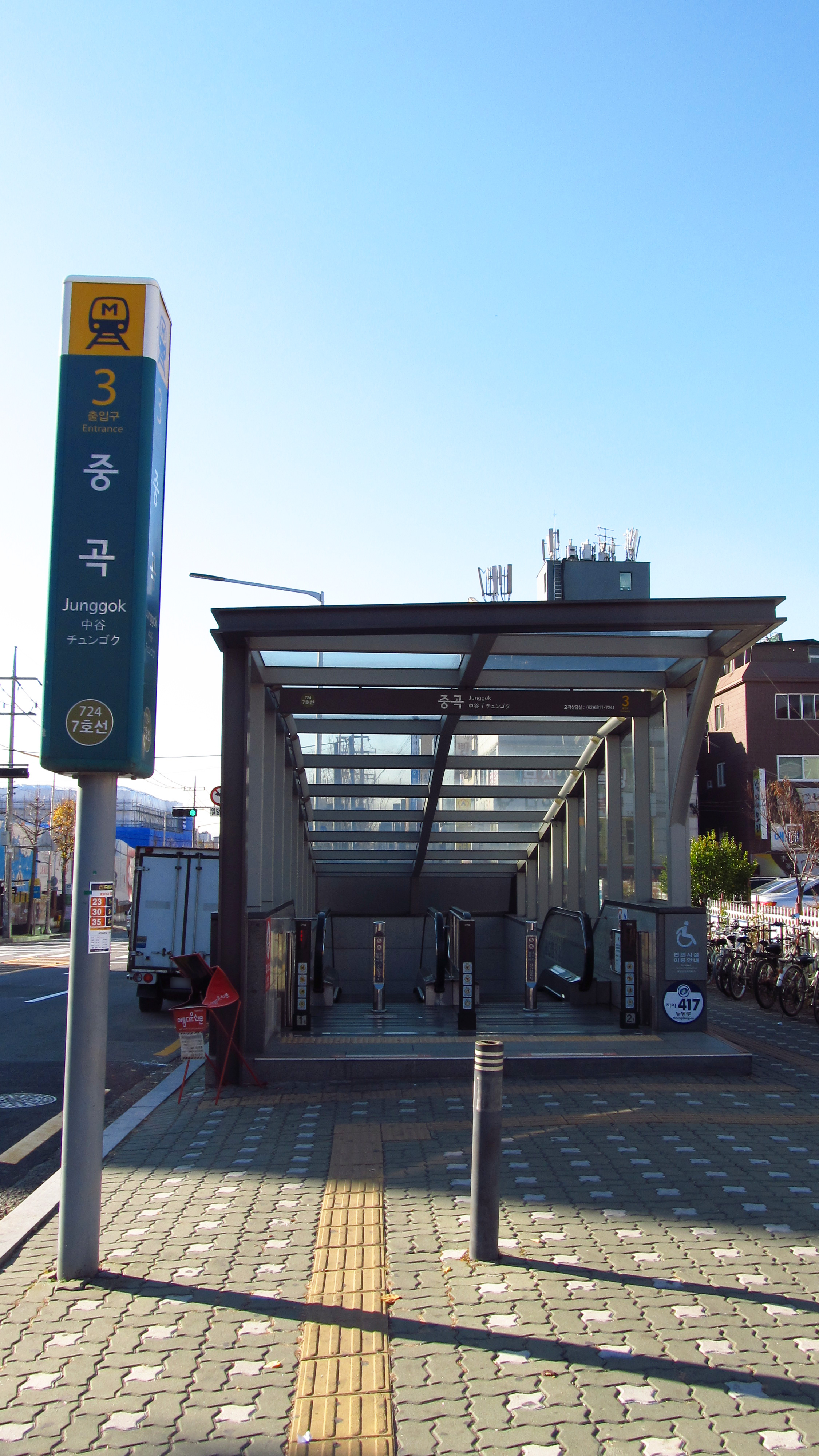
3號出口

## 相鄰車站
首爾交通公社
●首爾地鐵7號線
龍馬山（723）－中谷（724）－君子（725）